# Санта-Марина-дель-Рей
Санта-Марина-дель-Рей (ісп. Santa Marina del Rey) — муніципалітет в Іспанії, у складі автономної спільноти Кастилія-і-Леон, у провінції Леон. Населення — 2169 осіб (2010).
Муніципалітет розташований на відстані близько 290 км на північний захід від Мадрида, 25 км на південний захід від Леона.
На території муніципалітету розташовані такі населені пункти: (дані про населення за 2010 рік)
- Сан-Мартин-дель-Каміно: 398 осіб
- Санта-Марина-дель-Рей: 892 особи
- Сардонедо: 197 осіб
- Вільяванте: 268 осіб
- Вільямор-де-Орбіго: 414 осіб

## Демографія
Динаміка населення (INE ):